# Tjulenij (mar Caspio)
Tjulenij (in russo: Тюлений) è un'isola situata nel mar Caspio, in Russia. Amministrativamente, appartiene al territorio del Daghestan, nel circondario federale del Caucaso Settentrionale.

## Geografia
L'isola si trova a sud del delta del Volga, all'ingresso del golfo di Kizljar, 30 km a nord-est di capo Sujutkina kosa (мыс Суюткина коса). L'isola ha una lunghezza di 5 km, e una larghezza di 2 km. Solo tre decenni fa, quando il livello del mar Caspio era due metri più basso, l'isola era di circa 2,5 volte più grande in termini di dimensioni, ora non supera i 18 km² ed essendo in parte lagunosa è difficile stabilire il confine tra terra e canneti. Nella parte occidentale dell'isola, che è più elevata, ci sono pozzi d'acqua potabile. Sull'isola c'è una stazione meteorologica.

### Isole adiacenti
Tjulenij si trova tra molti banchi di sabbia. Alcune piccole isole si trovano vicine alla costa:
- Isola Morskaja Čapura (остров Морская Чапура) a nord 44°50′02″N 47°19′22″E.
- Isola Morskoj Birjučok (остров Морской Бирючок) a nord-ovest 44°42′38″N 47°01′28″E.
- Isola Nordovyj (остров Нордовый) a ovest 44°28′21″N 46°59′36″E.
- Isola Čečen' (остров Чечень) la maggiore, a sud 43°58′31″N 47°44′05″E, a sua volta attorniata da piccole isole.

### Clima
| Tjulenij (1991-2020) Fonte: | Mesi         | Mesi         | Mesi         | Mesi        | Mesi        | Mesi        | Mesi        | Mesi        | Mesi        | Mesi        | Mesi         | Mesi         | Stagioni | Stagioni | Stagioni | Stagioni | Anno  |
| Tjulenij (1991-2020) Fonte: | Gen          | Feb          | Mar          | Apr         | Mag         | Giu         | Lug         | Ago         | Set         | Ott         | Nov          | Dic          | Inv      | Pri      | Est      | Aut      | Anno  |
| --------------------------- | ------------ | ------------ | ------------ | ----------- | ----------- | ----------- | ----------- | ----------- | ----------- | ----------- | ------------ | ------------ | -------- | -------- | -------- | -------- | ----- |
| T. max. media (°C)          | 1,8          | 2,2          | 6,8          | 14,3        | 21,6        | 27,3        | 29,8        | 29,2        | 23,6        | 16,7        | 9,3          | 4,0          | 2,7      | 14,2     | 28,8     | 16,5     | 15,6  |
| T. media (°C)               | −0,3         | −0,2         | 4,1          | 11,0        | 18,2        | 23,7        | 26,3        | 25,8        | 20,5        | 14,0        | 7,0          | 2,0          | 0,5      | 11,1     | 25,3     | 13,8     | 12,7  |
| T. min. media (°C)          | −2,3         | −2,2         | 2,1          | 8,6         | 15,4        | 20,7        | 23,2        | 22,7        | 17,9        | 11,7        | 5,0          | 0,1          | −1,5     | 8,7      | 22,2     | 11,5     | 10,2  |
| T. max. assoluta (°C)       | 10,1 (2001)  | 12,7 (1979)  | 18,5 (1970)  | 28,0 (2012) | 31,0 (2005) | 35,7 (1966) | 37,5 (2010) | 37,9 (2017) | 33,4 (2010) | 26,1 (2005) | 21,4 (2010)  | 13,6 (2010)  | 13,6     | 31,0     | 37,9     | 33,4     | 37,9  |
| T. min. assoluta (°C)       | −24,3 (1972) | −25,0 (1969) | −16,4 (1985) | −1,9 (1974) | 4,9 (1992)  | 8,6 (1967)  | 15,5 (1992) | 9,8 (2002)  | 3,6 (1973)  | −7,0 (1985) | −15,3 (1993) | −16,7 (1993) | −25,0    | −16,4    | 8,6      | −15,3    | −25,0 |
| Precipitazioni (mm)         | 12           | 11           | 14           | 19          | 24          | 15          | 15          | 16          | 14          | 20          | 13           | 14           | 37       | 57       | 46       | 47       | 187   |

## Fauna
Nel 1958, sull'isola sono stati piantati alcuni alberelli di salice la cui crescita e diffusione è frenata dall'immissione sull'isola di un gregge di capre. Oltre alle foche del mar Caspio (Pusa caspica), cui l'isola deve il suo nome (in russo тюлень significa foca), sono presenti: la volpe, il cane procione e, negli inverni rigidi, arrivano sul ghiaccio piccole mandrie di Saiga tatarica. È luogo di riposo e di nidificazione per una grande varietà di uccelli migratori, ci sono molti gabbiani e cormorani.

## Storia
Nella prima mappa del mar Caspio, stilata da idrografi russi nel 1726 l'isola non era segnata. Più tardi, sulla mappa del 1817, la posizione corrente dell'isola era segnata come un banco di sabbia ma portava già lo stesso nome: banco Tjulen'ja (банка Тюленья).
Sino agli anni cinquanta del XX secolo c'era un villaggio di pescatori, una cappella e un piccolo impianto di lavorazione del pesce, di cui restano solo le rovine.